# Shuishu
 (février 2015).
Si vous disposez d'ouvrages ou d'articles de référence ou si vous connaissez des sites web de qualité traitant du thème abordé ici, merci de compléter l'article en donnant les références utiles à sa vérifiabilité et en les liant à la section « Notes et références ».
Le shuishu (chinois simplifié : 水书 ; chinois traditionnel : 水書 ; pinyin : shuǐshū) est une des rares écritures pictographiques au monde, utilisée par le peuple shui en République populaire de Chine. L'unicode considère des propositions pour l'intégration du Shuishu.